# Ґлінч
Ґлінч (пол. Glincz, нім. Glintsch) — село в Польщі, у гміні Жуково Картузького повіту Поморського воєводства.
Населення — 1012 осіб (2011).
У 1975-1998 роках село належало до Гданського воєводства.

## Демографія
Демографічна структура станом на 31 березня 2011 року:
|          | Загалом | Допрацездатний вік | Працездатний вік | Постпрацездатний вік |
| -------- | ------- | ------------------ | ---------------- | -------------------- |
| Чоловіки | 509     | 154                | 324              | 31                   |
| Жінки    | 503     | 135                | 303              | 65                   |
| Разом    | 1012    | 289                | 627              | 96                   |